# Marco Cellai
Marco Cellai (Firenze, 5 marzo 1944) è un politico italiano, ex consigliere regionale toscano, ex parlamentare nazionale ed europeo.

## Biografia
Consigliere comunale di Firenze dal 1970 con il Movimento Sociale Italiano prima e in seguito con Alleanza Nazionale, resta in carica fino al 1999.
È stato eletto deputato alla Camera nell'XI legislatura (1992-1994) nel collegio di Firenze.
Parlamentare europeo dal 1988 al 1989 (MSI-DN) e dal 1994 al 1999 per Alleanza Nazionale. In quella legislatura fa parte della Commissione per le politiche regionali. Non viene rieletto alle elezioni europee del 1999.
Dopo le dimissioni di Achille Totaro, diventato senatore, dal luglio 2006 Cellai è consigliere regionale della Toscana per AN, di cui è vice capogruppo. Negli stessi anni è componente della Direzione nazionale di AN e presidente del "Centro Culturale Firenze Europa Mario Conti”. Nel 2008 confluisce nel Popolo della Libertà, che rappresenta nel consiglio regionale toscano fino al 2010.